# Cerion chrysalis
Cerion chrysalis är en snäckart som först beskrevs av Ferussac in Beck 1837.  Cerion chrysalis ingår i släktet Cerion och familjen Ceriidae.

## Underarter
Arten delas in i följande underarter:
- C. c. chrysalis
- C. c. fastigatum